# Montaigu-les-Bois
Montaigu-les-Bois  là một xã thuộc tỉnh Manche trong vùng Normandie tây bắc nước Pháp. Xã này nằm ở khu vực có độ cao từ 68-169 mét trên mực nước biển.